# Radoševići (Vrbovsko)
Radoševići su naselje u Hrvatskoj u sastavu Grada Vrbovskog. Nalaze se u Primorsko-goranskoj županiji.

## Zemljopis
Jugoistočno su Komlenići, sjeverozapadno su Tići, Žakule, Moravice, sjeverno su Vučinići i Mlinari.

## Stanovništvo
| broj stanovnika | 98    | 83    | 80    | 108   | 111   | 113   | 117   | 131   | 85    | 87    | 79    | 69    | 49    | 43    | 29    | 35    | 18    |
|                 | 1857. | 1869. | 1880. | 1890. | 1900. | 1910. | 1921. | 1931. | 1948. | 1953. | 1961. | 1971. | 1981. | 1991. | 2001. | 2011. | 2021. |